# La ballata del boia
La ballata del boia (El verdugo) è un film italo-spagnolo del 1963 diretto da Luis García Berlanga.

## Trama
Spagna franchista, primi anni sessanta. José Luis Rodríguez lavora come dipendente di un'impresa di onoranze funebri di Madrid, è uno scapolo con scarsissima fortuna con le donne (a causa della sua professione, che per le credenze popolari e convenzioni sociali dell'epoca non lo qualificherebbe come un buon partito) e vive in una piccola casa-seminterrato con il fratello maggiore Antonio e la moglie di questi. Un giorno, dopo aver effettuato il ritiro del cadavere d'un condannato a morte, conosce Amadeo, boia ormai prossimo alla pensione, e la figlia Carmen, con la quale avvia all'insaputa del padre una relazione, favorita dalla comune condizione di "emarginati sentimentali". 
Alla fine, dopo che il padre di lei li sorprende assieme, i due sono costretti a sposarsi (anche perché Carmen, poco dopo, scopre d'essere incinta) e José Luis, di conseguenza, si trasferisce nel loro diroccato monolocale, essendo stato oltretutto diseredato dal fratello e la cognata, per nulla disposti ad apparentarsi con un boia. Qualche tempo dopo, ad Amadeo viene comunicato che l'appartamento per cui anni addietro aveva fatto domanda in quanto dipendente pubblico è finalmente pronto, ma, per un intoppo burocratico, viene loro negato (la data d'assegnazione coincide, in relazione alla data di presentazione della domanda, col giorno del pensionamento del vecchio boia, rendendola perciò nulla). Pur di non farsi scavalcare dagli altri richiedenti, José Luis si ritrova costretto suo malgrado, dietro pressioni del suocero, a succedergli legalmente nel ruolo di giustiziere, cosicché lui e famiglia risultino in regola e possano dunque abitarci. 
Fortunatamente, per diversi mesi non ci sono casi di condanne a morte e lo stesso José Luis, che percepisce adesso sia lo stipendio statale da boia sia quello suo solito da becchino, vive una vita tutto sommato tranquilla, pianificando nel frattempo di dimettersi, quando avrà abbastanza denaro, per trasferirsi con tutta la famiglia in Germania dell'Ovest e aprirvi una propria officina da meccanico. Purtroppo per lui, un giorno gli viene notificata una convocazione per un'esecuzione capitale a Palma di Maiorca. Dinanzi alla prospettiva di dover per la primissima volta in vita sua garrotare qualcuno, pensa immediatamente di rassegnare le dimissioni e mollare tutto ma il suocero e la moglie, non volendo perdere la casa, lo convincono a desistere e a presentarsi al luogo dell'esecuzione, dicendogli che non sia detto che debba uccidere per forza; è lo stesso Amadeo a rassicurarlo, raccontandogli come lui stesso si sia fatto spesso e volentieri dei viaggi a vuoto, siccome i condannati venivano il più delle volte graziati. 
Da principio, infatti, pare che la pena non possa essere eseguita, datosi il precario stato di salute del condannato, e lo stesso José Luis, che non se la sentiva di partire da solo, ne approfitta per trascorrere assieme ai propri cari una spensierata vacanza nella località balearica, finché all'ultimo non viene prelevato per l'esecuzione; José Luis cerca disperatamente di cavarsi dall'impiccio, dapprima insistendo che lo sostituiscano col suocero e poi chiedendo carta e penna per stilare una lettera di dimissioni, ma le autorità si dimostrano irremovibili e alla fine è costretto, venendo trascinato quasi a forza dalle guardie, a compiere il proprio compito. Passato sotto questo battesimo di fuoco, ritornerà a casa sconvolto e devastato nella più totale indifferenza della moglie e del suocero.

## Accoglienza
Sebbene selezionato per partecipare al Festival di Venezia del 1963, il film provocò reazioni controverse in patria come all'estero. Proprio a seguito della proiezione a Venezia, la pellicola fu criticata dagli anarchici italiani e dalla rivista cinematografica francese Positif in quanto troppo celebrativa del regime franchista, "ovvero l'esatto contrario di ciò che palesemente era" (cit.) e favorevole alla pena di morte, mentre allo stesso tempo l'ambasciatore spagnolo in Italia la condannò come calunniosa nei confronti della Spagna.

## Riconoscimenti
- 1963 - Mostra internazionale d'arte cinematografica
  - Premio FIPRESCI